# Sonnleitnerhütte (Kitzbüheler Alpen)
Die Sonnleitnerhütte ist eine Selbstversorgerhütte der Sektion München des Deutschen Alpenvereins in den Kitzbüheler Alpen in Tirol, Österreich.

## Lage
Die Hütte auf 1532 m ü. A. steht unterhalb des Gaisbergjoch (1749 m ü. A.) neben der Kobinger Hütte oberhalb des Ortes Kirchberg in Tirol.

## Zugänge
- Von Nordosten: Von Kirchberg durch das Tal der Aschauer Ache
- Von Nordwesten: Von Lauterbach durch das Brixenbachtal und die Wiege

## Gipfel
- Gaisbergjoch (1749 m ü. A.) über den Nagillersteig
- Gaisberg (1770 m ü. A.) über den Nagillersteig
- Gampenkogel (1957 m ü. A.)

## Karten
- Alpenvereinskarte AV 34/1, 1:50.000, Kitzbüheler Alpen, West, ISBN 978-3-928777-55-1
- Kompass Karten 29, 1:50.000, Kitzbüheler Alpen, ISBN 978-3854-91031-2